# Bernhard Strigel

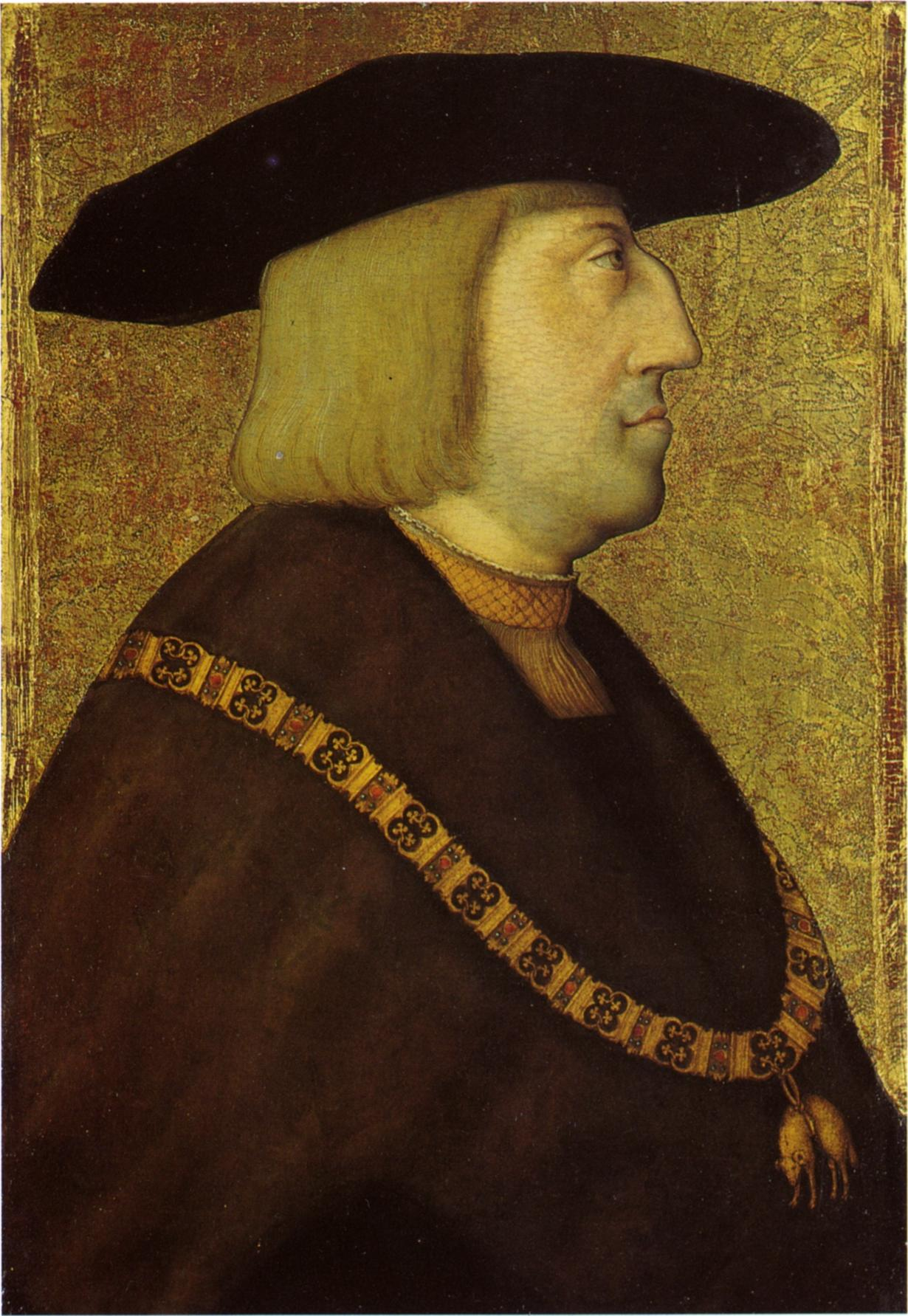
Retrat de l'emperador Maximilià I, realitzat per Bernhard Strigel. Kunstmuseum Basel. Basel

Bernhard Strigel (Memmingen, c. 1461-1528) va ser un pintor alemany especialista en retrats i pintura històrica, format a l'escola de Suàbia. És el membre més important d'una família d'artistes establerts a Memmingen.
Va pintar sota les ordres de l'emperador Maximilià I, cosa que el va fer viatjar en diverses ocasions a Augsburg, Innsbruck i Viena.
Les seves pintures religioses, com les de l'altar amb escenes de la vida "de la Mare de Déu" a la Berlin Gallery, i les 10 pintures que il·lustren la "Genealogia de Crist" al Museu Germànic de Nuremberg, són històricament interessants, però de menor valor artístic que els seus retrats. Exemples notables són els de Conrad Rehlinger, senyor de Hainhofen (1517) (a la Pinakhothek de Múnic. Al Museu Nacional d'Art de Catalunya es pot veure una Anunciació seva.